# Аватар: Ватра и пепео
Аватар: Ватра и пепео (енгл. Avatar: Fire and Ash) је предстојећи амерички епски научнофантастични филм из 2025. године, редитеља, ко-сценаристе, ко-продуцента и ко-монтажера Џејмса Камерона. Наставак је филма Аватар: Пут воде (2022) и треће је остварење у франшизи Аватар. Камерон је продуцирао филм заједно са Џоном Ландауом, док су Рик Џафа и Аманда Силвер његови ко-сценаристи. Улоге из претходних филмова понављају Сем Вортингтон, Зои Салдана, Сигорни Вивер, Стивен Ланг, Џоел Дејвид Мур и Си-Си-Ејч Паундер, док се у новим улогама појављују Дејвид Тјулис и Уна Чаплин.
Камерон, који је 2006. изјавио да ће снимити наставке Аватара ако филм буде успешан, најавио је 2010. два наставка, где је Аватар 3 заказан за 2015. годину. Међутим, накнадно додавање још два наставка и неопходног развијања нове технологије због подводног снимања, подвига који никад раније није постигнут у снимању покрета, довело је до значајног одлагања како би се екипи омогућило више времена за рад на писању, пре-продукцији и визуелним ефектима. Дуги и трећи филм су снимани истовремено од 2017. до 2020. године.
Филм ће изаћи 19. децембра 2025. године.

## Улоге
| Глумац            | Улога                  |
| ----------------- | ---------------------- |
| Сем Вортингтон    | Џејк Сали              |
| Зои Салдана       | Нејтири                |
| Сигорни Вивер     | Кири                   |
| Стивен Ланг       | пуковник Мајлс Кворич  |
| Ђовани Рибизи     | Паркер Селфриџ         |
| Кејт Винслет      | Ронал                  |
| Клиф Кертис       | Тоновари               |
| Џоел Дејвид Мур   | др Норм Спелман        |
| Си-Си-Ејч Паундер | Мо’ат                  |
| Иди Фалко         | генерал Франсес Ардмор |
| Брендан Кауел     | капетан Мик Скорзби    |
| Џемејн Клемент    | др Ијан Гарвин         |
| Британ Далтон     | Ло’ак                  |
| Тринити Блис      | Тук                    |
| Џек Чемпион       | Мајлс „Спајдер” Сокоро |
| Бејли Бас         | Тсиреја                |
| Филип Гељо        | Ао’нунг                |
| Дилип Рао         | др Макс Пател          |
| Мет Џералд        | Лајл Вајнфлит          |
| Дејвид Тјулис     | Пејлак                 |
| Уна Чаплин        | Варанг                 |